# Kinolon
Kinolóni so skupina sintetičnih heterocikličnih antibiotikov širokega spektra, ki z zaviranjem bakterijske DNK-giraze in topoizomeraze preprečujejo podvojevanje DNK. Večina jih kemijsko spada med fluorokinolone. Dodatek fluora na mesto 6 je namreč močno izboljšal protibakterijsko učinkovitost. Učinkovitost proti gramnegativnim bakterijam pa je povezana s piperazinskim substituentom na mestu 7 (glej sliko na desni).

## Zgodovina
Za razliko od večine drugih skupin antibiotikov, ki so jih odkrili v prejšnjem stoletju, prvih kinolonskih antibiotikov niso osamili iz mikroorganizmov, temveč so jih pridobili s kemijsko sintezo. Njihov razvoj se je začel leta 1962, ko George Lesher s sodelavci slučajno odkril nalidiksno kislino kot stranski produkt sinteze protimalarijske učinkovine klorokina. Nalidiksno kislino so za zdravljenje okužb sečil začeli v klinični praksi uporabljati leta 1967.
Nalidiksna kislina velja za predhodnico vseh učinkovin iz skupine kinolonskih antibiotikov, tudi učinkovin druge, tretje in četrte generacije, ki predstavljajo fluorokinolone. V prvo generacijo, torej med kinolonske (ne fluorokinolonska) učinkovine spadajo na primer v 70-ih letih dvajsetega stoletja odkriti pipemidna kislina, oksolinska kislina in cinoksacin.

## Učinkovitost in uporaba
Kinoloni prve generacije se danes uporabljajo redko; nalidiksna kislina se še uporablja kot uroantiseptik (za zdravljenje okužb sečil). Imajo le zmerno protibakterijsko delovanje proti gramnegativnim bakterijam in se slabo porazdelijo po organizmu. Danes so uporabi predvsem kinolonski antibiotiki kasnejših generacij, torej fluorokinoloni.
Kinolonski antibiotiki druge generacije (na primer pefloksacin, ofloksacin, ciprofloksacin) imajo razširjen spekter delovanja na gramnegativne bakterije, njihov učinek na grampozitivne bakterije pa je omejen. Ciprofloksacin ostaja najučinkovitejša kinolonska učinkovina proti bakteriji Pseudomonas aeruginosa. Kinoloni tretje generacije (levofloksacin ...) imajo poleg razširjenega delovanja proti gramnegativnim bakterijam tudi izboljšan učinek proti grampozitivnim bakterijam. Četrta generacija (na primer trovafloksacin) ima še izboljšano delovanje proti grampozitivnim bakterijam, hkrati pa je učinkovita tudi proti anaerobom.
V klinični praksi se uporabljajo glede na svoj spekter delovanja pri okužbah sečil, prebavil, kože in dihal ter okužb v trebušni votlini.

## Mehanizem delovanja
Kinoloni zavirajo bakterijski encime, imenovane topoizomeraze, ki odvijejo supervijačnico bakterijske DNK in tako omogočijo njeno prepisovanje in podvojevanje. Pri bakterijah so odkrili štiri podtipe topoizomeraze. Topoizomerazi I in III nista zelo občutljivi za delovanje kinolonov. Poglavitni biološki tarči kinolonskih antibiotikov ta topoizomerazi II (DNK-giraza) in IV, ki imata tetramerno zgradbo in ju sestavljata dva para podenot.

## Neželeni učinki
Najpogostejši neželeni učinki kinlonov so učinki na prebavila (slabost, dispepsija, bruhanje) in na osrednje živčevje (omotica, nespečnost, glavobol). Povzročajo lahko tudi epileptične krče, zlasti ob hkratnem dajanju z nesteroidnimi antirevmatiki ali teofilinom. Značilno je tudi podaljšanje dobe QT, zato je potrebna posebna previdnost pri srčnih bolnikih. Opisani so primeri hemolize in hudih okvar jeter. Lahko pride tudi do občutljivosti na svetlobo ter vnetja in pretrganja ahilove tetive.

## Predstavniki
Kinolonski antibiotiki imajo oznako ATC J01M in vključujejo naslednje predstavnike:
- J01MA – fluorokinoloni:
  - J01MA01 – ofloksacin
  - J01MA02 – ciprofloksacin
  - J01MA03 – pefloksacin
  - J01MA04 – enoksacin
  - J01MA05 – temafloksacin
  - J01MA06 – norfloksacin
  - J01MA07 – lomefloksacin
  - J01MA08 – fleroksacin
  - J01MA09 – sparfloksacin
  - J01MA10 – rufloksacin
  - J01MA11 – grepafloksacin
  - J01MA12 – levofloksacin
  - J01MA13 – trovafloksacin
  - J01MA14 – moksifloksacin
  - J01MA15 – gemifloksacin
  - J01MA16 – gatifloksacin
  - J01MA17 – prulifloksacin
  - J01MA18 – pazufloksacin
  - J01MA19 – garenoksacin
  - J01MA21 – sitafloksacin
- J01MB – drugi kinoloni:
  - J01MB01 – rozoksacin
  - J01MB02 – nalidiksna kislina
  - J01MB03 – piromidna kislina
  - J01MB04 – pipemidna kislina
  - J01MB05 – oksolinska kislina
  - J01MB06 – cinoksacin
  - J01MB07 – flumekin